# Condado de Orange (Vermont)
El condado de Orange (en inglés: Orange County), fundado en 1781, es uno de los catorce condados del estado estadounidense de Vermont. En el 2010 el condado tenía una población de 28 936 habitantes en una densidad poblacional de 16,21 hab/km². La sede del condado es Chelsea.

## Geografía
Según la Oficina del Censo, el condado tiene un área total de 1792 km² (691,9 mi²), de la cual 1785 km² (689,2 mi²) es tierra y 8 km² (3,1 mi²) (0.46%) es agua.

### Condados adyacentes
- Condado de Caledonia - noreste
- Condado de Grafton - este
- Condado de Windsor - suroeste
- Condado de Addison - oeste
- Condado de Washington - noroeste

## Demografía
En el 2000 la renta per cápita promedia del condado era de $39,855, y el ingreso promedio para una familia era de $45,771. En 2000 los hombres tenían un ingreso per cápita de $30,679 versus $24,144 para las mujeres. El ingreso per cápita para el condado era de $18,784. Alrededor del 9.10% de la población estaba bajo el umbral de pobreza nacional.

## Localidades

### Pueblos
Bradford |
Braintree |
Brookfield |
Chelsea |
Corinth |
Fairlee |
Newbury |
Orange |
Randolph |
Strafford |
Thetford |
Topsham |
Tunbridge |
Vershire |
Washington |
West Fairlee |
Williamstown 

### Villas
Newbury |
Wells River 

### Lugar designado por el censo
Bradford | 
Fairlee |
Randolph |
Williamstown

### Área no incorporada
Post Mills 